# Шемаия из Суассона
Шемаия из Суассона (га-Шошани, ивр. רבי שמעיה‎ раби Шемайя; из города Суасона; XII век) — французский экзегет, ученик Раши.

## Труды
- «Содот», или «Мидраш», — замечания о конструкции скинии завета (изд. по рукописи Мюнхенской придворной библиотеки профессором А. Берлинером в Monatsschrift, 1864, pp. 224 и сл.);
- толкования к главе 13-й Второзакония,
- комментарий к Махзору;
- глосса к Пятикнижию;
- комментарий к Песне Песней[1];
- мидраш на отдел Трума[2], космологические представления которого, согласно ЕЭБЕ, навеяны трудами Моисея га-Даршан[3].

## Гипотезы
А. Эпштейн (1841—1918) отождествляет Шемаию из Суассона с учеником нарбонского Моисея га-Даршана — раввином Шемаей, который упоминается иногда в «Берешит Рабба Раббати» в качестве истолкователя изречений Моисея га-Даршана.